# Clidemia ciliata
Clidemia ciliata är en tvåhjärtbladig växtart som beskrevs av Pav. och David Don. Clidemia ciliata ingår i släktet Clidemia och familjen Melastomataceae.
Artens utbredningsområde är Peru.

## Underarter
Arten delas in i följande underarter:
- C. c. elata
- C. c. grandifolia
- C. c. testiculata